# مصطفى هيما
مصطفى هيما (بالفرنسية: Moustapha Hima)‏ (مواليد 1992) هو ملاكم نيجري، مثّل بلاده في الألعاب الأولمبية الصيفية 2012.

## روابط خارجية
مصطفى هيما على موقع أوليمبيديا (الإنجليزية)